# Tituly a vyznamenání Karla III. Britského

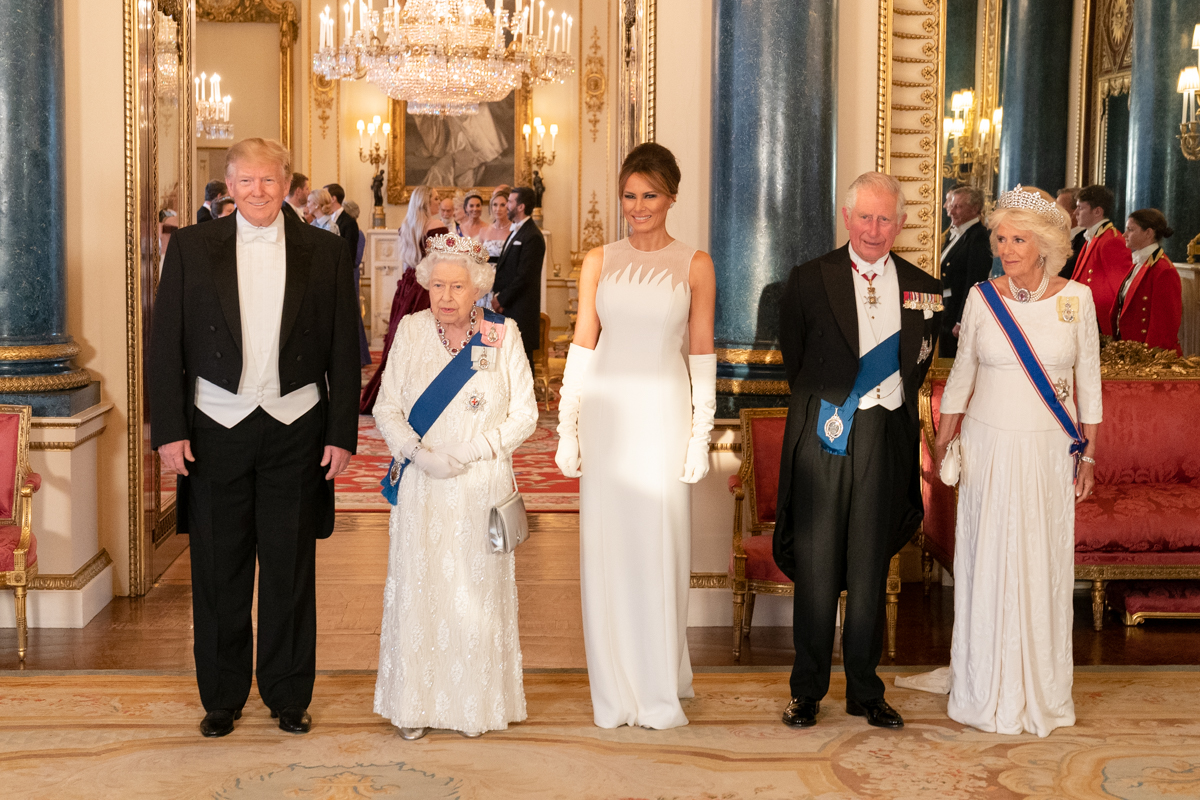
Karel III., tehdy princ Charles, během státní návštěvy Donalda Trumpa (2019)

Karel III. obdržel řadu titulů, vyznamenání, čestných funkcí a vojenských hodností jak od zemí Commonwealthu tak i od dalších států i od nestátních organizací. Byla po něm také pojmenována řada objektů, budov a také druh žáby.

## Tituly
- 1948–1952: Jeho královská Výsost princ Charles z Edinburghu[1]
- 1952–2022: Jeho královská Výsost vévoda z Cornwallu
  - : 1952–2022: Jeho královská výsost vévoda z Rothesay, hrabě z Carricku a pán z Ostrovů
- 1958–2022: Jeho královská Výsost princ z Walesu a hrabě z Chesteru
- 2022–dosud: Jeho Veličenstvo král

Plné tituly a oslovení zní: Jeho Veličenstvo Karel III., z milosti Boží, král Spojeného království Velké Británie a Severního Irska, Antiguy a Barbudy, Austrálie, Bahamského společenství, Belize, Grenady, Jamajky, Kanady, Nového Zélandu, Papuy Nové Guineje, Svaté Lucie, Svatého Kryštofa a Nevise, Svatého Vincence a Grenadiny, Šalamounových ostrovů a Tuvalu a jeho dalších teritorií, hlava Commonwealthu, vévoda normanský, lord of Man, obránce víry

### Commonwealth realm
Antigua a Barbuda
Od 8. září 2022: Jeho Veličenstvo Karel III., z milosti Boží, král Antiguy a Barbudy a jeho dalších království a teritorií, hlava Commonwealthu
 Austrálie
Od 8. září 2022: Jeho Veličenstvo Karel III., z milosti Boží, král Austrálie a jeho dalších království a teritorií, hlava Commonwealthu
 Bahamy
Od 8. září 2022: Jeho Veličenstvo Karel III., z milosti Boží, král Bahamského společenství a jeho dalších království a teritorií, hlava Commonwealthu
 Belize
Od 8. září 2022: Jeho Veličenstvo Karel III., z milosti Boží, král Belize a jeho dalších království a teritorií, hlava Commonwealthu
 Grenada
Od 8. září 2022: Jeho Veličenstvo Karel III., z milosti Boží, král Spojeného království Velké Británie a Severního Irska a Grenady a jeho dalších království a teritorií, hlava Commonwealthu
 Jamajka
Od 8. září 2022: Jeho Veličenstvo Karel III., z milosti Boží, král Jamajky a jeho dalších království a teritorií, hlava Commonwealthu
 Kanada
Od 8. září 2022 do 31. ledna 2024: Jeho Veličenstvo Karel III., z milosti Boží, král Spojeného království, Kanady a jeho dalších království a teritorií, hlava Commonwealthu, obránce víry.
Od 1. února 2024: Jeho Veličenstvo Karel III., z milosti Boží, král Kanady a jeho dalších království a teritorií, hlava Commonwealthu.
 Nový Zéland
Od 8. září 2022: Jeho Veličenstvo Karel III., z milosti Boží, král Nového Zélandu a jeho dalších království a teritorií, hlava Commonwealthu, obránce víry
 Papua Nová Guinea
Od 8. září 2022: Jeho Veličenstvo Karel III., z milosti Boží, král Papuy Nové Guineje a jeho dalších království a teritorií, hlava Commonwealthu
 Spojené království
Od 8. září 2022: Jeho Veličenstvo Karel III., z milosti Boží, král Spojeného království Velké Británie a Severního Irska a jeho dalších království a teritorií, hlava Commonwealthu, obránce víry
 Svatá Lucie
Od 8. září 2022: Jeho Veličenstvo Karel III., z milosti Boží, král Svaté Lucie a jeho dalších království a teritorií, hlava Commonwealthu
 Svatý Kryštof a Nevis
Od 8. září 2022: Jeho Veličenstvo Karel III., z milosti Boží, král Svatého Kryštofa a Nevise a jeho dalších království a teritorií, hlava Commonwealthu
 Svatý Vincenc a Grenadiny
Od 8. září 2022: Jeho Veličenstvo Karel III., z milosti Boží král Svatého Vincence a Grenadiny a jeho dalších království a teritorií, hlava Commonwealthu
 Šalomounovy ostrovy
Od 8. září 2022: Jeho Veličenstvo Karel III., z milosti Boží, král Šalomounových ostrovů a jeho dalších království a teritorií, hlava Commonwealthu
 Tuvalu
Od 8. září 2022: Jeho Veličenstvo Karel III., z milosti Boží, král Tuvalu a jeho dalších království a teritorií, hlava Commonwealthu

### Neoficiální tituly
- Manitoba: Leading Star – 2001
- Nunavut: Attaniout Ikeneego (česky: Syn velkého šéfa (volně přeloženo jako právoplatný dědic))
- Saskatchewan: Pisimwa Kamiwohkitahpamikohk (česky: Slunce na něj shlíží příznivým způsobem)
- Tanzanie: Oloishiru Ingishi (česky: pomocník krav; doslovně přeloženo ten, jež krávy milují natolik, že jej volají v časech nouze)[3]

## Vojenské hodnosti
- Kanada

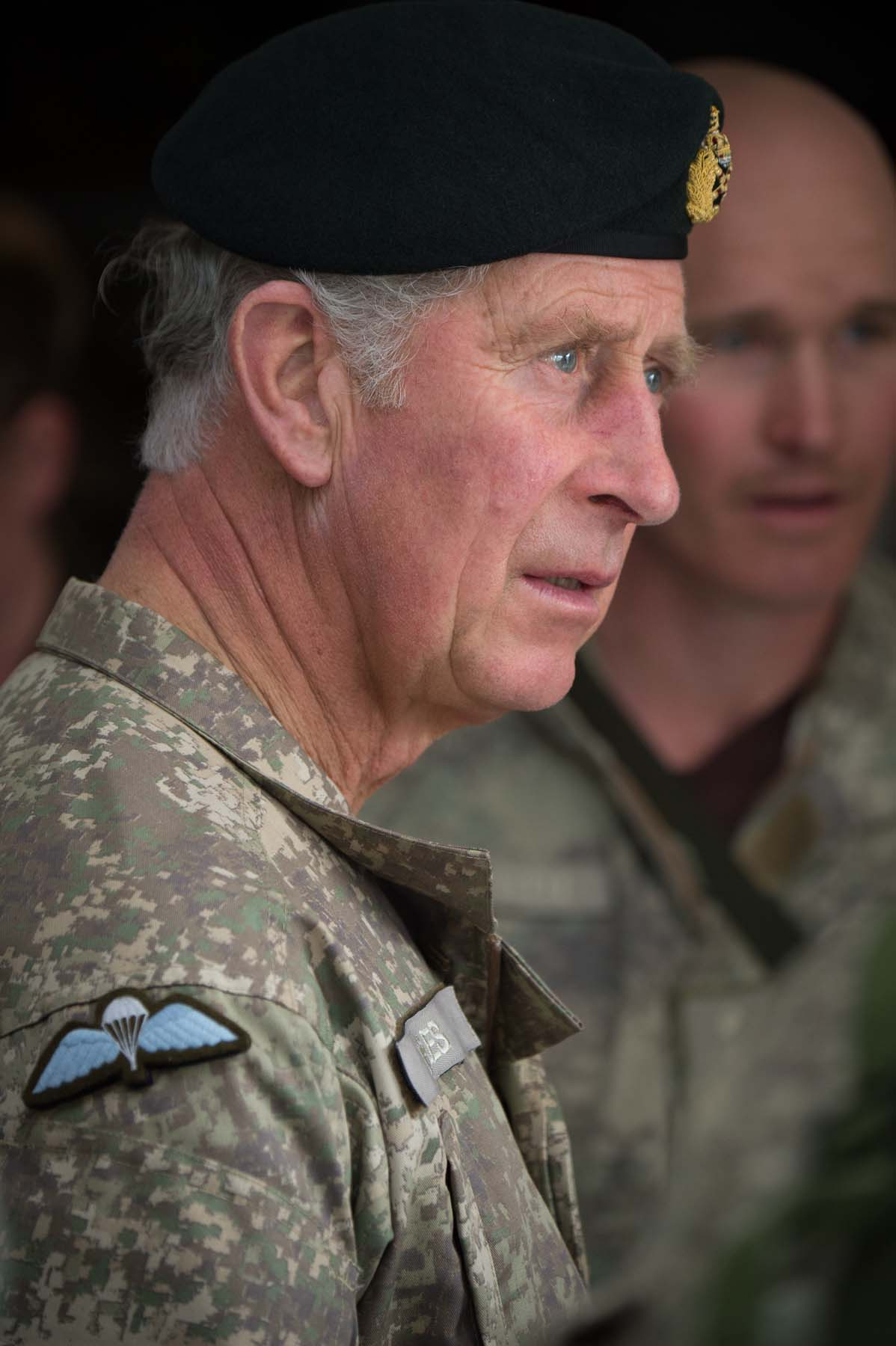
Karel III., tehdy princ Charles, ve vojenské uniformě (2015)

  - 2009–dosud: viceadmirál Kanadského královského námořnictva[4]
  - 2009–dosud: generálporučík Armády Kanady
  - 2009–dosud: generálporučík Royal Canadian Air Force
  - 2015–dosud: vrchní komodor (anglicky: Commodore-in-Chief) Kanadské atlantické flotily
- Nový Zéland[5]
  - 2015–dosud: admirál loďstva Novozélandského královského námořnictva
  - 2015–dosud: polní maršál Armády Nového Zélandu
  - 2015–dosud: maršál Royal New Zealand Air Force
- Papua Nová Guinea
  - plukovník Obranných sil Papuy Nové Guineje
- Spojené království
  -  Britské královské námořnictvo
    - 1. září 1972 – 27. července 1973: podporučík[6]
    - 27. července 1973 – 1. ledna 1977: poručík[7]
    - 1. ledna 1977 – 14. listopadu 1988: komandér[8]
    - 14. listopadu 1988 – 14. listopadu 1998: kapitán[9]
    - 14. listopadu 1998 – 14. listopadu 2002: kontradmirál[10]
    - 14. listopadu 2002 – 14. listopadu 2006: viceadmirál[11]
    - 14. listopadu 2006 – 16. června 2012: admirál[12]
    - 16. června 2012 – dosud: admirál loďstva[13]

  -  Royal Air Force
    - 8. března 1971 – 1. ledna 1977: Flight Lieutenant[14]
    - 1. ledna 1977 – 14. listopadu 1988: Wing Commander[15]
    - 14. listopadu 1988 – 14. listopadu 1998: Group Captain[16]
    - 14. listopadu 1998 – 14. listopadu 2002: Air Vice-Marshal[17]
    - 14. listopadu 2002 – 14. listopadu 2006: Air Marshal[18]
    - 14. listopadu 2006 – 16. června 2012: Air Chief Marshal[19]
    - 16. června 2012 – dosud: maršál[13]

  -  Britská armáda
    - 1975–dosud: plukovník Welsh Guards[20]
    - 14. listopadu 1998 – 14. listopadu 2002: generálmajor[20]
    - 14. listopadu 2002 – 14. listopadu 2006: generálporučík[21]
    - 14. listopadu 2006 – 16. června 2012: generál[12]
    - 16. června 2012 – dosud: polní maršál[13]

### Čestné vojenské hodnosti
- Austrálie
  - 1977 – Colonel-in-Chief Royal Australian Armoured Corps
- Kanada
  - 1977 – Colonel-in-Chief Lord Strathcona's Horse (Royal Canadians)[22]
  - 1977 – Colonel-in-Chief Royal Winnipeg Rifles[22]
  - 1977 – Colonel-in-Chief The Royal Regiment of Canada[22]
  - 1985 – Colonel-in-Chief The Royal Canadian Dragoons
  - 2004 – Colonel-in-Chief The Black Watch of Canada
  - 2005 – Colonel-in-Chief The Toronto Scottish Regiment
  - 2012 – čestný komisař Královské kanadské jízdní policie[23]
- Nový Zéland
  - 1977 – Air Commodre-in-Chief Royal New Zealand Air Force[24]
- Spojené království
  - 1969–2006: Colonel-in-Chief Royal Regiment of Wales[25]
  - 1977–2007: Colonel-in-Chief Cheshire Regiment[26]
  - 1977–1994: Colonel-in-Chief Gordon Highlanders[26][27]
  - 1977–1994: Colonel-in-Chief 2nd King Edward VII's Own Gurkha Rifles[26][27]
  - 1977 – Colonel-in-Chief Parachute Regiment[26]

## Akademické tituly
- Univerzita v Cambridgi – Bachelor of Arts – 1970[28]
- Univerzita v Cambridgi – Master of Arts – 1975[28]

### Čestné tituly
- Austrálie
  - doktor práv na Monach University – 1981
- Egypt
  - doktor filozofie na Univerzitě al-Azhar – 2006
- Indie
  - doktor věd na Lesním výzkumném institutu – 2013[29]
- Indonésie
  - Indonéská univerzita – 2012
- Kanada
  - doktor práv na Albertské univerzitě – 1983[30]
  - doktor práv na Queen's University – 1991[31]
- Nový Zéland
  - Litterarum Doctor na Univerzitě v Otagu – 1981
- Rumunsko
  - Doctor Honoris Causa Univerzita v Bukurešti – 31. května 2014[32]
  - Doctor Honoris Causa Univerzita Babeș-Bolyai – 29. května 2017[33]
- Spojené království
  -  Anglie
    - doktor občanského práva na Oxfordské univerzitě – 1983
    - doktor občanského práva na Durhamské univerzitě – 1998
    - Litterarum Doctor na Univerzitě v Chesteru – 2007[34]
    - London Business School – 2011

  -  Skotsko
    - University of Glasgow – 2001

## Vyznamenání

### Vyznamenání Britského Commonwealthu

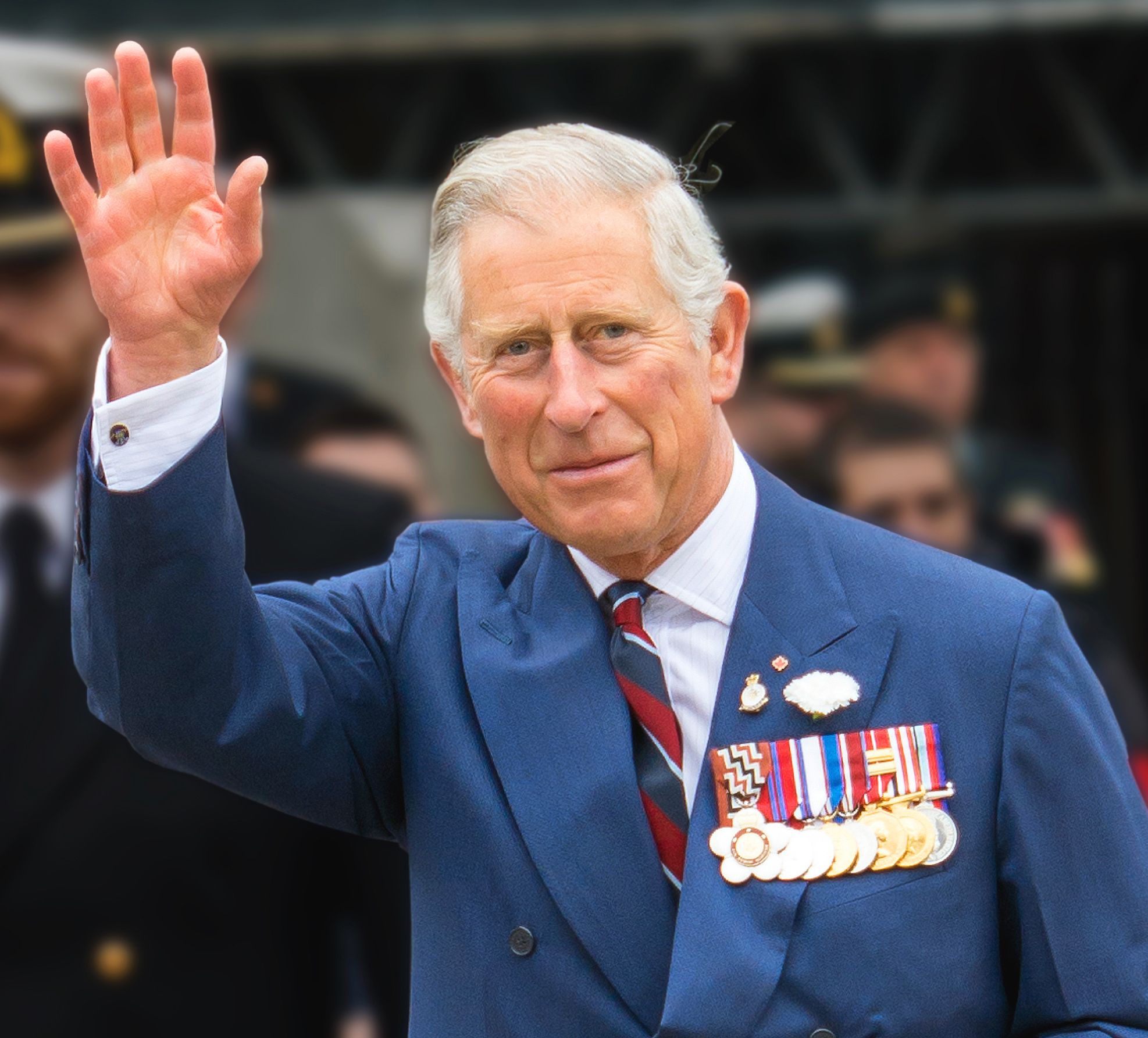
Karel III. s řadou vyznamenání

- Spojené království
  -  rytíř Podvazkového řádu – 26. července 1958[35]
  -  rytíř Řádu bodláku – 11. února 1977[36]
  -  Řád za zásluhy – 27. června 2002[37]
  -  rytíř a velmistr Řádu lázně – 5. května 1975[38]
  -  Korunovační medaile Alžběty II. – 2. června 1953
  -  Medaile stříbrného výročí královny Alžběty II. – 6. února 1977
  -  Medaile zlatého výročí královny Alžběty II. – 6. února 2002
  -  Medaile diamantového výročí královny Alžběty II. – 6. února 2012
- Austrálie
  -  rytíř Řádu Austrálie – 14. března 1981[39]
- Fidži
  -  Medaile nezávislosti Fidži – 1970
- Kanada
  -  zvláštní společník Řádu Kanady – 30. června 2017[40]
  -  Odznak kanadských sil se třemi sponami – 1982[4]
    -  Saskatchewan
      -  čestný člen Řádu za zásluhy Saskatchewanu – 2001
- Nový Zéland
  -  zvláštní společník Královnina služebního řádu – 1983
  -  Pamětní medaile Nového Zélandu 1990 – 1990
  -  Cena novozélandských ozbrojených sil – 2012
- Papua Nová Guinea
  -  Řád Logohu – 2005
  -  Medaile nezávislosti – 1975

### Zahraniční vyznamenání

Erb Charlese, prince z Walesu, jakožto rytíře velkokříže Řád Karla III.

Erb Charlese, prince z Walesu, jakožto rytíře Řádu Serafínů

- Bahrajn
  -  velkostuha Řádu al-Chalífy – 1986
- Brazílie
  -  velkokříž Řádu Jižního kříže – 1978
- Brunej
  -  člen I. třídy Královského rodinného řádu Bruneje
- Dánsko
  -  rytíř Řádu slona – 30. dubna 1974[41]
- Egypt
  -  řetěz Řádu republiky – 12. srpna 1981
- Finsko
  -  velkokříž Řádu bílé růže – 1969
- Francie
  -  velkokříž Řádu čestné legie – 1982
  -  komandér Řádu za zemědělské zásluhy – 16. března 2017[42]
- Ghana
  -  čestný důstojník Řádu ghanské hvězdy – 1977
  -  čestný společník Řádu ghanské hvězdy – 5. listopadu 2018
- Japonsko
  -  velkostuha Řádu chryzantémy – 1971
- Katar
  -  řetěz Řádu za zásluhy – 1986
- Kolumbie
  -  velkokříž speciální třídy Řádu Boyacá – 2014
- Kuvajt
  -  velkostuha Řádu Mubáraka Velikého – 1993
- Lucembursko
  -  velkokříž Řádu dubové koruny – 1972
- Malawi
  -  velkokomtur Řádu lva – 1985
- Mexiko
  -  šerpa speciální kategorie Řádu aztéckého orla – 2015
- Nepál
  -  Řád Ojaswi Rajanya – 24. února 1975
  -  Korunovační medaile krále Biréndry – 24. února 1975
- Nizozemsko
  -  velkokříž Řádu koruny – 1972
  -  velkokříž Řádu Oranžsko-nasavského – 18. listopadu 1982
  -  Inaugurační medaile královny Beatrix Nizozemské – 30. dubna 1980
  -  Inaugurační medaile krále Viléma Alexandra Nizozemského – 30. dubna 2013
- Norsko
  -  velkokříž s řetězem Řádu svatého Olafa – 1978
- Portugalsko
  -  velkokříž Řádu avizských rytířů – 27. dubna 1993
- Rumunsko
  -  velkokříž Řádu rumunské hvězdy – 29. března 2017[43]
- Saúdská Arábie
  -  Řád krále Abd al-Azíze I. třídy – 1987
- Španělsko
  -  velkokříž Řádu Karla III. – 18. dubna 1986[44]
- Švédsko
  -  rytíř Řádu Serafínů – 23. května 1975

### Nestátní ocenění

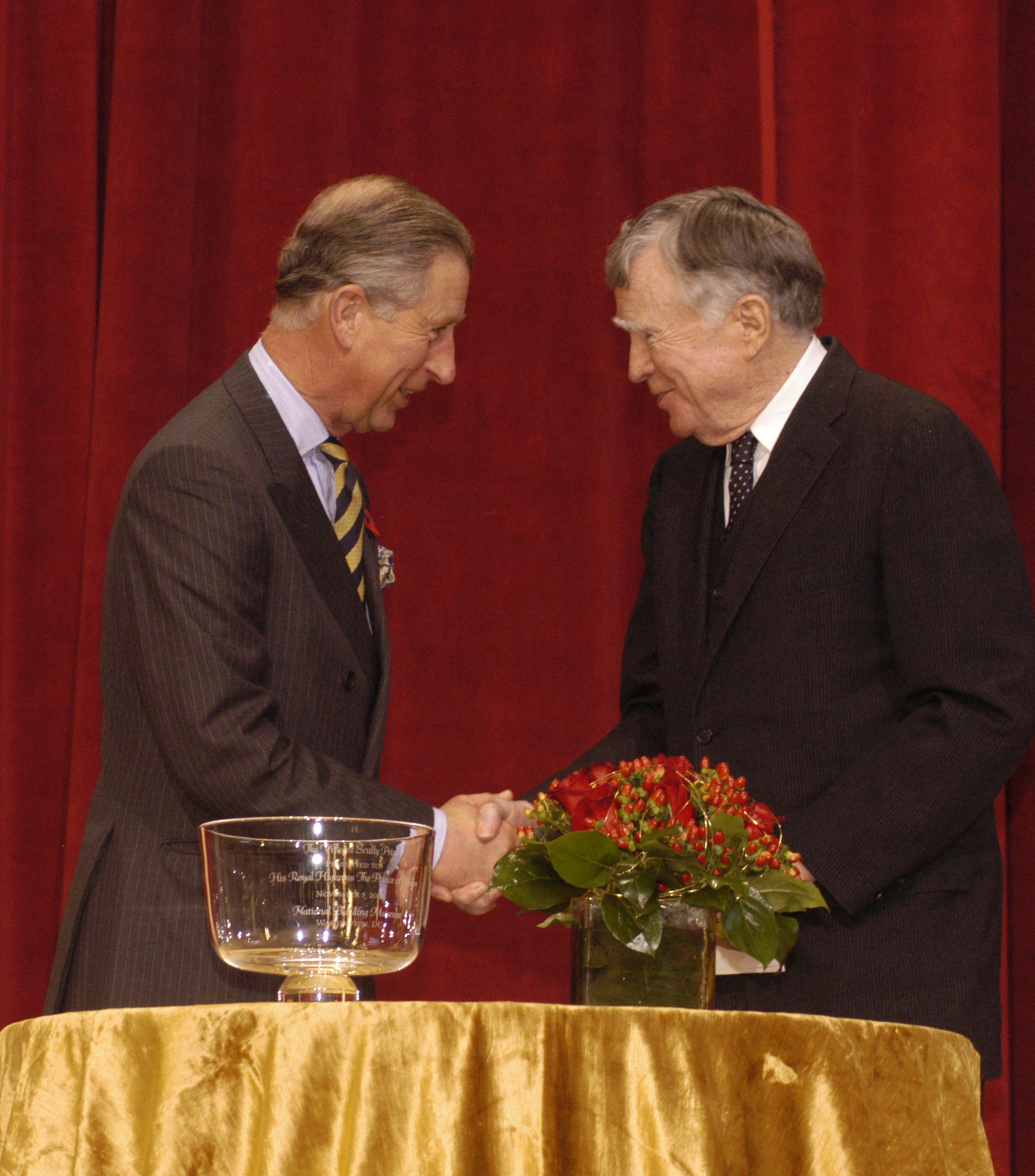
Princ Charles dostává cenu Vincent Scully Prize

- EuroNatur Award for Environmental Excellence – 2002[45]
- World Ecology Award od The International Center for Tropical Ecology University of Missouri – 2003[46]
- Vincent Scully Prize od National Building Museum – 2005
- International Environmental Arts Award od International Center for Environmental Arts – 2005
- Awareness Award od The British Environment and Media Awards – 2006
- Global Environmental Citizen Award od Harvard Medical School Center for Health and the Global Environment – 2007[46]
- World Farming Award od Compassion in World Farming – 2007[47]
- St. Thomas Aquinas Environmental Award od Univerzity Tulane – 2008
- Global Empowermnet Award od Asian Women of Achievement Awards – 2009[48]
- Velká zlatá medaile Masarykovy univerzity – 2010
- National Agricultural Award od Anglické královské zemědělské společnosti (RASE) – 2010
- Pamětní medaile George Hedleye od National Sheep Association – 2012[49]
- The Royal Smithfield Club Bicentenary Trophy Award od Smithfield Club – 2013[50]
- Prix Francois Rebelais od Institut de France – 2015[51]

## Eponyma
- Austrálie: Nemocnice prince z Walesu v Brisbane
- Australské antarktické území: Pohoří prince Charlese
- Fidži: stadion na rugby Prince Charles Park v Nadi
- Hongkong: Nemocnice prince z Walesu
- Hyloscirtus princecharlesi – druh žáby[52][53]